# Crucea (Suceava)
Crucea es una comuna ubicada en el distrito de Suceava, Rumania.

## Superficie
Posee una superficie de 151,3 kilómetros cuadrados.

## Demografía
Hasta 2021 la población era de 1583 habitantes, con una densidad de población de 10,46 habitantes por kilómetro cuadrado.